# برینگ وستوک
برینگ وستوک (انگلیسی: Baring Vostok) شرکت خدمات مالی روس است، که در سال ۱۹۹۴ توسط مایکل کالوی تأسیس شد.